# Fortaleza de Biuracã
A fortaleza de Biuracã (em armênio: Բյուրականուի բերդ; romaniz.: Byurakani berd) ou castelo de Biuracã (Բյուրականու ամրոցիկ, Byurakanu fortsik) foi uma fortaleza de Aragatsotn, cujas ruínas estão localizadas nos arredores da vila de Biuracã, perto do cemitério local. Foi mencionada pela primeira vez no século X pelo católico João V (r. 897–925). Uma das teorias a respeito da origem da fortaleza alega que foi construída pelos bagrátidas do Reino da Armênia e dedicada ao católico. Outra teoria aponta a possibilidade de que João V comprou a vila e a fortaleza e transformou ambas na residência de verão da Catedral de Echemiazim. A Igreja de São Nexã, mencionada em fontes históricas, devia estar no interior da fortaleza. A fortaleza foi conquistada e destruída pelos árabes em 914.